# Leonor da Bélgica
Leonor Fabíola Vitória Ana Maria (na Bélgica: Eléonore Fabíola Victoria Anne Marie; Anderlecht, 16 de abril de 2008) é uma princesa da Bélgica por nascimento. Ela é a quarta criança e segunda menina do rei Filipe da Bélgica e de sua esposa, a rainha consorte Matilde da Bélgica. Ela é neta do ex-rei Alberto II da Bélgica e atualmente é a quarta na linha de sucessão ao trono belga. Ela é chamada como Princesa Leonor da Bélgica ou ainda como Princesa Eléonore da Bélgica no original.
Leonor possui dois irmãos mais velhos, os príncipes Gabriel e Emanuel, e uma irmã mais velha, a princesa Isabel.

## Nascimento
A princesa Leonor nasceu no dia 16 de abril de 2008, às 4h50 (horário local), no Hospital Erasmus, em Anderlecht, uma cidade próxima de Bruxelas. Na ocasião, pesava 3,21kg e media 50 centímetros. 
Os seus nomes são:
- Eléonore: Para continuar a tradição de nomes com "El" na família;
- Fabíola: Em honra a sua tia-avó, a rainha Fabíola da Bélgica;
- Victoria: Em homenagem a sua madrinha, a princesa Vitória, Princesa Herdeira da Suécia;
- Anne: Em homenagem a sua avó materna, a condessa Anna Maria Komorowska;
- Marie: Em homenagem a Virgem Maria, por questões religiosas, todos os membros da família real belga recebem o nome Marie ou suas variantes, Mary ou Maria.

## Batismo
Leonor foi batizada no Castelo Real de Ciergnon, no dia 14 de junho de 2008, em Ciergnon na Bélgica. Na cerimônia, estiveram presentes amigos e familiares de seus pais, incluindo representantes de outras casas reais.
Os seus padrinhos são: o conde Sébastien von Westphalen zu Fürstenberg, a princesa Claire de Luxemburgo, e a princesa Vitória, Princesa Herdeira da Suécia.

## Educação
Em 01 de setembro de 2011, Leonor começou a frequentar a escola primária na escola de língua holandesa de Sint-Jan Berchmans College, localizada na cidade de Bruxelas, onde estuda as línguas oficiais da Bélgica: flamengo, francês e alemão. Todos os anos, os seus pais acompanham ela e seus irmãos no primeiro dia de aula.
Em setembro de 2020, ela frequenta o Heilig-Hartcollege, uma escola secundária de língua holandesa na área de Bruxelas. Os idiomas francês e inglês também fazem parte de sua educação.
Ela vive com os seus pais (o rei Filipe da Bélgica e Matilde), sua irmã Elisabeth e seus dois irmãos Gabriel e Emmanuel no Castelo Real de Laeken.

## Hobbies
A princesa Leonor toca violino e adora ler. Ela é criativa e gosta de desenhar. Gosta de praticar os seguintes esportes: ciclismo, natação e esqui.

## Títulos e estilos
- 16 de abril de 2008 - presente: Sua Alteza Real, a Princesa Leonor da Bélgica